# Acanthosphaeria rostrupii
Acanthosphaeria rostrupii är en svampart som först beskrevs av Berl. & Voglino, och fick sitt nu gällande namn av Wilhelm Kirschstein 1939. Acanthosphaeria rostrupii ingår i släktet Acanthosphaeria och familjen Trichosphaeriaceae.   Inga underarter finns listade i Catalogue of Life.